# Władimir Czaszynski
Władimir Iosifowicz Czaszynski, ros. Владимир Иосифович Чашинский (ur. 3 lipca?/15 lipca 1869 w guberni tambowskiej, zm. 28 lutego 1936 w Warszawie) – rosyjski wojskowy (pułkownik), emigracyjny działacz kombatancki.
W 1887 r. ukończył Michajłowski korpus kadetów w Woroneżu, zaś w 1889 r. Konstantynowską Szkołę Wojskową. W stopniu podporucznika służył w Keksholmskim Pułku Grenadierów. W 1892 r. awansował do stopnia porucznika. W 1895 r. ukończył Nikołajewską Akademię Sztabu Generalnego. W 1900 r. mianowano go sztabskapitanem, zaś w 1901 r. kapitanem. W 1910 r. ukończył oficerską szkołę strzelecką. Objął dowództwo kompanii w Keksholmskim Pułku Grenadierów. Awansował na pułkownika. Został odznaczony Orderem Św. Stanisława 2 klasy. W 1912 r. otrzymał Order Św. Anny 2 klasy. Brał udział w początkowym okresie I wojny światowej. W sierpniu 1914 r. jako dowódca w stopniu pułkownika 1 Batalionu lejbgwardii Keksholmskiego Pułku Grenadierów dostał się w Prusach Wschodnich do niewoli niemieckiej. Był ranny. Po wypuszczeniu na wolność pod koniec lipca 1917 r., powrócił do Rosji, gdzie na pocz. listopada 1918 r. wstąpił do wojsk Białych gen. Antona I. Denikina. Służył w Mieszanym Pułku Grenadierów. Od sierpnia 1919 r. pełnił obowiązki szefa sztabu gubernatora wojskowego, a następnie wicegubernatora wojskowego Stawropola. W poł. października tego roku objął funkcję komendanta Stawropola. Na pocz. 1920 r. wraz z resztkami wojsk Białych został ewakuowany z Noworosyjska. Na emigracji zamieszkał w Polsce. Działał w Stowarzyszeniu lejbgwardii Pułku Keksholmskiego.